# ساندرا بيم
كانت ساندرا روث ليبسيتز بيم (22 يونيو 1944- 20 مايو 2014) عالمة نفس أمريكية معروفة بأعمالها في دراسات النوع الاجتماعي والتناقض الكامل للنوع. أدى عملها الرائد في الأدوار الاجتماعية المحددة لكل نوع والتناقص الكامل للنوع والقوالب النمطية الجنسانية بشكل مباشر إلى المزيد من فرص العمل المتساوية للنساء في الولايات المتحدة.

## التأثيرات في مجال علم النفس
دعت بيم مع زوجها داريل بيم إلى الزواج القائم على المساواة. أصبح الزوجان فريقًا مطلوبًا للتحدث عن الآثار السلبية للقوالب النمطية لدور الجنس على الأفراد والمجتمع. كان هنالك نقص في الأدلة التجريبية التي تدعم تأكيداتهما، إذ كان هذا المجال مجهولًا في تلك الفترة من الزمن، مما أثار اهتمام ساندرا للغاية وعقدت العزم على جمع البيانات التي من شأنها دعم الآثار الضارة والمحدودة للأدوار الجنسية التقليدية. شاركت بكثافة في حركة تحرير المرأة خلال وقت مبكر من حياتها المهنية، وعملت على إعلانات الوظائف المتحيزة للجنس. أدت مشاركتها هذه إلى أن تصبح مساهمة في قضايا بارزة تتعلق بتوظيف النساء في العمل ضد شركات مثل إيه تي آند تي وبيتسبرغ برس.
ابتكرت بيم في بداية حياتها المهنية قائمة بيم للأدوار الاجتماعية المحددة لكل نوع (BSRI)، وهي عبارة عن قائمة جرد تعترف بأنه من الممكن أن يظهر بعض الأفراد خصائص للذكور والإناث على حد سواء. تعد قائمة بيم مقياسًا متطورًا لتحديد نوع الدور الجنسي الذي يؤديه الفرد، وهي قائمة تعتمد على التقييم الذاتي عبر سؤال المشاركين كيف تعكس الصفات الستون المختلفة شخصياتهم من خلال مقياس من سبع نقاط. تعبر هذه الصفات عن تعريف الذكورة (20 سؤالًا) والأنوثة (20 سؤالًا)، بينما تكون الأسئلة العشرين المتبقية مجرد حشو (بيم، 1993).
اختيرت البنود الذكورية والأنثوية بناءً على ما كان يناسب كل من الذكور والإناث من الناحية الثقافية في أوائل السبعينيات. استُخدمت قائمة بيم للأدوار الجنسية لقياس المرونة النفسية والمؤشرات السلوكية، وطورت بيم أيضًا نظرية مخطط النوع التي جاء فيها: «يتعلم الطفل تقييم مدى كفاءته باعتباره شخصًا، من خلال استخدامه لمصطلحات مخطط النوع هذا ومطابقته لتفضيلاته وسلوكياته ومواقفه وصفات شخصيته، مقابل النماذج الأصلية المحفوظة ضمن هذا المخطط». تنص هذه النظرية على استخدام الفرد للجنس باعتباره وسيلة لتنظيم أشياء مختلفة في حياته ضمن فئات، وشككت بيم في أبحاثها في المعتقدات والافتراضات الاجتماعية التي تؤكد أن الأدوار الجنسية مختلفة وثنائية القطب ومتعارضة. جاءت البيانات التي جمعتها داعمة لدمج السمات الذكورية والأنثوية، مما يمكن الشخص من أن يكون إنسانًا يعمل بكامل طاقته للتكيف مع التركيز على القوالب النمطية القائمة على نوع الجنس.
أكدت بيم على أن الأبعاد الذكورية والأنثوية يمكن تقسيمها إلى مجالين بدلًا من مجال واحد، إذ يُصنف الشخص الذي يحمل ذكورة عالية وأنوثة منخفضة على أنه «مذكر»، بينما يصنف الشخص الذي يمتلك هوية أنثوية عالية وهوية ذكورية منخفضة على أنه «أنثوي»، أما الشخص الذي يمتلك هوية عالية بكلتا هاتين الخاصيتين، يُصنف على أنه «خنثوي»، وبالنسبة للشخص الذي يمتلك تعريفًا منخفضًا لكلا البعدين فهو «غير متمايز».
كانت إحدى الحجج الأساسية لبيم أن الأدوار التقليدية المتعلقة بالنوع هي مقيدة بالنسبة لكل من الرجال والنساء، ويمكن أن ينتج عنها عواقب سلبية بالنسبة للأفراد وللمجتمع ككل.
يمكن تصنيف شخص ما على أنه «خنثوي» من خلال الاعتماد على قائمة بيم للأدوار الاجتماعية المحددة لكل نوع. تُعرف التناقض الكامل للنوع بأنها «دمج لكل من الذكورة والأنوثة في شخص واحد»، وهي تسمح للفرد المشاركة بحرية في كل من السلوكيات الذكورية والأنثوية. ترى بيم بأنه يمكن لسلوك الأشخاص أن يوضح ما عرفته بأنه ملائمة ظرفية، إذ تتوضح الملائمة الظرفية عندما يعكس السلوك بيئة الفرد. على سبيل المثال، إظهار المرأة لمعرفتها في رياضة كرة السلة هو أمر ملائم. قد تمزج التناقض الكامل للنوع بين الأنماط فعلى سبيل المثال، تكون المرأة عاطفية وحازمة على حد سواءً عندما تُقدم على طرد شخص ما من وظيفته.

## الجوائز والتكريمات
حصلت ساندرا بيم على العديد من الجوائز بسبب أبحاثها، كانت أولها الجائزة العلمية المتميزة التي قدمتها لها جمعية علم النفس الأمريكية، عن مساهمتها المبكرة في علم النفس في عام 1976. حصلت في عام 1977 على جائزة النشر المتميزة من الرابطة النسائية لعلم النفس، وجائزة الباحث الشاب من الرابطة الأمريكية لنساء جامعة (ماكوسكين 1990) في عام 1980. اختيرت في عام 1995، باعتبارها «امرأة بارزة في علم النفس» من قبل أقسام علم النفس العام وتاريخ علم النفس في الجمعية الأمريكية لعلم النفس. احتج منتقدو أعمال بيم بشكل عام حول الطبيعية السياسية لنظرياتها وموضوعيتها في المواد التي درستها.

## التعليم والحياة المهنية
التحقت ساندرا بيم بكلية مارغريت موريسون كارنيغي، والمعروفة اليوم باسم جامعة كارنيغي ميلون، بين عامي 1961 و1965 وتخصصت في علم النفس. شجعها رئيس مركز الاستشارات بوب مورغان، على الدراسة لتصبح طبيبة نفسية، إذ كانت هذه هي المرة الأولى التي تُقترح عليها مثل هذه المهنة رفيعة المستوى. دخلت جامعة ميشيغان في عام 1965، وحصلت على الدكتوراه في علم النفس التنموي. ركزت أطروحتها في المقام الأول على المعالجة المعرفية وحل المشكلات مع الأطفال الصغار. تأثرت بشكل رئيسي عندما كانت في جامعة ميشيغان بعالم النفس التجريبي دايفيد بيرش، وركزت في بداية عملها على سلوك الأطفال الصغار وقدرتهم على حل المشكلات، وعلى استخدام ضبط النفس والتعليم.
حصلت بيم على منصب أستاذ في كلية كارنيغي ميلون بدوام كامل لمدة ثلاث سنوات بعد حصولها على الدكتوراه، ثم انتقلت للعمل في جامعة ستانفورد، حيث عملت فيها حتى عام 1978. غادرت جامعة ستانفورد بسبب رفض طلب تثبيتها. شغلت مع زوجها داريل بيم مناصب تدريس ثابتة في جامعة كورنيل في عام 1978، حيث أصبحت أستاذة في علم النفس ومديرة برنامج دراسات المرأة. ركزت بيم خلال فترة وجودها في كورنيل على نظرية مخطط النوع وعلى الجنس وعلم النفس السريري، حتى تقاعدها في عام 2010.

## حياتها الشخصية
ولدت ساندرا بيم في 22 يونيو من عام 1944 في بيتسبيرغ في ولاية بنسلفانيا، لوالديها بيتر وليليان ليبسيتز. نشأت ضمن عائلة تنتمي للطبقة العاملة مع أختها الصغرى الوحيدة، بيفرلي. افترضت بيم منذ طفولتها أنها ستعمل دائمًا، لأن والديها عملا طوال حياتهما. شجعتها والدتها على أن تكون أفضل ما يمكنها أن تكون عليه، وأنه «ليس من المرغوب أن تكون مجرد ربة منزل».
أرادت بيم أن تصبح سكرتيرة مثل أمها، حتى تتمكن من امتلاك مكتبها وهاتفها الخاص، اللذين يمثلان بالنسبة لها رموزًا للاستقلال الذاتي الذي لم يتمتع والدها به قط. ترعرعت بيم بين والديها من الطبقة العاملة اليهودية في حي مدعوم من قبل الحكومة خلال السنوات الثماني الأولى من حياتها. كانت والدة بيم تنفجر بعنف وتقاتل والدها، مما تسبب في معاناة كبيرة لعائلتها، إذ كانت والدتها هي الشخصية المهيمنة في علاقة والديها، وتتذكر بيم أن طفولتها كانت صاخبة للغاية، فقد كانت السيدة ليبسيتز تنفعل وتبدأ برمي الأشياء خلال الجدال. صرحت بيم أن محاولاتها لم تنجح تمامًا في مغازلة الرجال والتعرف إليهم، وساد لديها الاعتقاد بأنه لا وجود لأي رجل يريد الزواج منها، وهذا ما ساعدها في ترسيخ طموحاتها المهنية.
تزوجت بيم في نهاية المطاف من داريل بيم، وهو أستاذ في علم النفس أيضًا. التقى الزوجان عندما بدأت بحضور محاضراته في علم النفس الاجتماعي في جامعة كارنيغي ميلون، وكانت تبلغ من العمر حينها 20 عامًا. رفضت بيم عرض داريل للزواج منها خوفًا على حياتها المهنية. اتفق الاثنان فيما بعد على زواج من المساواة يتشاركان فيه اتخاذ القرارات والقيام بالأعمال المنزلية، ويدعمان وظائف بعضهما البعض ويؤديان واجبات الأبوة والأمومة بقدر متساوٍ بينهما قدر الإمكان، وهكذا وافقت بيم على الزواج من داريل. تزوج الاثنان بعد مضي شهور على تواعدهما في 6 يونيو من عام 1965. لم يحضر الزفاف كثيرون من عائلة بيم، من بينهم والدتها، لأن هذه العلاقة كانت غير يهودية فاعترضت عائلتها على هذا الزفاف.
أنجب الزوجان طفلين، كما أصبح لديهما حفيد فيما بعد يدعى فيكسن (وهو ابن ابنتهما إميلي). اختارت بيم وداريل العيش منفصلين في نهاية المطاف، لكنهما بقيا متزوجين حتى وفاة ساندرا في 20 مايو من عام 2014.

## مرضها ومماتها
شُخصت بيم بمرض الزهايمر، وبعد مضي أربع سنوات على التشخيص ومتابعة العلاج التجريبي، انتحرت في منزلها في إيثاكا في 20 مايو من عام 2014، حيث كان زوجها داريل حاضرًا معها عندما توفيت.